# أندرو وول
أندرو وول (بالإنجليزية: Andrew Wall)‏ هو سياسي أسترالي، ولد في 23 يونيو 1984 بكانبرا في أستراليا. حزبياً، نشط في الحزب الليبرالي الأسترالي. وقد انتخب عضو الجمعية التشريعية الأسترالية لمقاطعة العاصمة الأسترالية ‏ عن دائرة Brindabella electorate ‏ (20 أكتوبر 2012 – ).